# Choristima bimaculata
Choristima bimaculata är en kackerlacksart som beskrevs av Roth, L. M. 1992. Choristima bimaculata ingår i släktet Choristima och familjen småkackerlackor. Inga underarter finns listade i Catalogue of Life.